# 달콤세이렌
달콤세이렌(Dalkom Siren)은 세레나안(보컬), 푸블리오 델가도(기타), 에릭 슈스터(드럼), 이재만(베이스)로 이뤄진 팝밴드이다.

## 구성원

### 세레나안(보컬)
출생 : 1987년 7월 30일 (한국)
학력 : 버클리 음악 대학 보컬-피아노 퍼포먼스학과 학사, 서울대학교 인류학과 석사과정

### 푸블리오 델가도 (기타)
출생: 1984년 7월 3일 (스페인)
학력 : 버클리 음악 대학 기타 퍼포먼스학과 졸업

### 에릭 슈스터 (드럼,퍼커션)
출생 : 1990년 7월 27일 (미국)
학력 : 버클리 음악 대학 MP&E, 뮤직비지니스학과 복수졸업

### 이재만 (베이스)
출생 : 1991년 7월 17일 (한국)
학력 : 서울예술대학교 실용음악과 졸업

## 앨범

### 싱글앨범 '한 순간도 놓치기 싫은 걸 (Even A Moment In Time)'
- 인디뮤직, 재즈
- 2015.08.19 발매
- 배급 Mirrorball Music
- 제작사 판타지 스타
- 작사 세레나안 작곡 세레나안, 푸블리오델가도 편곡 세레나안, 푸블리오델가도, 에릭슈스터

버클리음대에서 만난 세 명의 글로벌한 친구들, 세레나안, 푸블리오델가도, 에릭슈스터! 2015년, 세레나의 귀국을 계기로 서울에서 재회해 [달콤세이렌]으로 의기투합하다.
[달콤세이렌]의 “한 순간도 놓치기 싫은 걸”은 밴드 결성을 논의하던 세레나안과 푸블리오델가도가 무려 9시간에 걸친 임프로비제이션, 즉 즉흥 연주를 진행하며 연주한 테마 중 가장 마지막으로 나온 것으로 오랜 시간 찾아 헤매 온 감정을 긴 기다림 끝에 함께 공유하는 순간에 대한 소중함을 노래하며 같은 언어를 말하고 같은 세계를 보는 사람에게 느낀 사랑이 변하지 않기를 바라는 마음을 달콤한 가사와 연주를 통해 사랑스럽게 표현해 내었다. 뮤지션들 사이에서는 이미 독창적인 연주 스타일로 잘 알려진 푸블리오델가도와 곡의 정서 및 감정 전달에 충실하려 파트의 분절 없이 한 호흡으로 녹음을 진행한 세레나안의 보이스가 함께 대화하듯 곡을 이끌고 라이브 무대에서 멤버들이 서툰 한국어로 (하지만 진심을 담은) 담당하던 코러스에는 따뜻한 톤 블렌딩을 들려주는 재즈 보컬리스트 유명한이 참여하였다. 또한 콘트라베이스의 절제된, 때로는 유영하듯 여백을 채우는 라인은 곡의 매력을 한층 더했으며 그루비한 아프로큐반 퍼커션이 조화롭게 어우러져 꿈을 꾸는 듯한, 동화 같은 사운드를 구현했다는 평가이다. - Fantasista

### 싱글앨범 '불안해, 내 마음이 (Uneasy, My Mind)'
- 인디뮤직, 락
- 2020.02.21 발매
- 배급 (주)미러볼뮤직
- 제작사 샤이닝랩
- 작사 세레나안 작곡 세레나안 편곡 세레나안, 푸블리오델가도, 에릭슈스터

팝컬처 컨텐츠 브랜드 샤이닝랩(Shining Lab)과 작업한 이번 곡 ‘불안해, 내 마음이’ 는 불안정한 사랑에 관한 것인데 이는 이성 간의 감정뿐만 아니라 불안정한 모든 관계에 관한 이야기이다.
누구나 공감할 수 있는 가사는 물론 변칙적인 리듬과 서정적인 멜로디를 통해 실재와 허상, 그리고 ‘함께 있음’과 외로움에 관한 소고를 효과적으로 풀어냈다는 평가이다.
재즈를 기반으로 하는 다채로운 가요와 팝음악을 들려주는 달콤세이렌은 ‘불안해, 내 마음이’로 많은 리스너들의 마음을 사로잡을 수 있을 것으로 기대가 모아지고 있다.
한편,세계 각지에서 따로 또 같이 활발하게 활동해온 밴드 달콤세이렌은 앞으로 다양한 방송활동과 공연을 통해 국내 팬들과 만날 계획이다.
[CREDIT]
Composed by 세레나안 Serena Ahn
Lyrics by 세레나안 Serena Ahn
Arranged by 세레나안 Serena Ahn, 푸블리오델가도 Publio Delgado, 에릭슈스터 Erik Schuster
Guitar 푸블리오델가도 Publio Delgado
Bass 이재만 Jaeman Lee
Drum 에릭슈스터 Erik Schuster
Recording @Redhouse Recording Studio, Studio 877
Mixing & Mastering @Studio877, Assistant 슈비
Music Video 변성민
Photographs 켈란킴 Kellan Kim, 강지윤, 손원재
Produced by 세레나안 Serena Ahn
Executive Producer Raeny

## 트리비아
1. 달콤세이렌은 미국 버클리음대에서 만난 세명의 글로벌한 친구들이 2015년, 세레나의 귀국을 계기로 서울에서 재회해 특별한 Pop음악을 하기 위해 모였다.
2. 세레나는 팀 이름에 담긴 일화를 설명하며 “세이렌은 그리스 신화에 나오는 인어이며 보컬리스트에게는 매력적인 롤모델이 될 수 있다”고 설명했다.  또한 “나 자신이 밴드 멤버들의 가장 큰 팬이고 그들에게 매혹되어서 이 밴드를 만들었기 때문에 우리에게 어울리는 이름이 될 수 있다고 생각했다”고 말했다. “재즈연주를 기반으로 한 밴드지만 팝 사운드를 지향하며 사랑에 대한 노래를 주로 다루기 때문에 달콤과 세이렌의 합성어를 만들었다”고 전했다.
3. 세레나는 “버클리음대에서 만난 기타리스트 푸블리오 델가도와 밴드를 만들기로 하고 그날 바로 곡을 썼다. 첫날 9시간동안 즉흥연주를 하면서 9곡을 만들었다”고 설명했다.  이에 더해 “놀랍게도 집중한 작업이었다. 그 중에서 가장 진정성 있고 느낌이 오는 곡으로 데뷔곡<한 순간도 놓치기 싫은 걸>을 골랐다”고 밝혔다.
4. 최정윤 작가는 “세레나가 기획한 공연에 갔었다. 뮤지션들과 음악하고 싶어하는 사람들을 함께 어울리게 하는 공연이었다”고 말했고, 세레나는 <샤이닝랩>이라는 팝컬처 콘텐츠 스타트업을 운영하고 있음을 밝혔다.  세레나는 “현재는 ’힐링믹서’라는 프로그램을 준비중인데 파티콘서트를 진행하면서 재즈, 뮤지컬, 클래식, 케이팝 등을 다양하게 선보인다. 문화예술을 가까이하고 싶은 직장인들과 뮤지션들이 교류하는 살롱 및 예술 교육의 기회를 마련하고 싶다”고 설명했다.[4]

## 관련 기사
달콤세이렌, 새 싱글 ‘불안해, 내 마음이’ 발매
TBS eFM ’더 스티브 해덜리 쇼’에 밴드 <달콤세이렌> 출연
소셜예술살롱 ‘힐링믹서’와 ’피우’의 파티콘서트 성료